# 陳輝煌
陳輝煌（1838年—1894年），原名輝，字耀廷，號東星，清臺灣宜蘭門閥士紳，開墾三星鄉一帶土地。因訓練民團，幫助清廷作戰，賞給「游擊、加二品副將銜」，賞戴涅紅頂戴（二品頂戴）。

## 生平
輝煌拓墾今日三星鄉等地時，遭遇生番出草，袭殺漢人。輝煌率軍力抗，力求拓墾，十年內拓地八百甲，遂成巨富，同治十三年(1874年)協助臺灣海防欽差大臣沈葆楨進行開山撫番工作，率眾修道路，連結蘇澳、花蓮北路因此順利完工。光緒元年（1875年），因剿服番社並開山出力，獲欽差大臣沈葆楨請旨獎敘，以千總留於福建儘先拔補並賞戴藍翎。統蘇澳南二營與叭哩沙臺勇營。
四年（1878年），因欺凌番社導致加禮宛事件，八月，據臺灣道道尹夏獻綸查辦：「訪聞土棍陳輝煌向為該番社主謀，有從中挑釁情事，現在設法密拿」遭緝捕，軍機處四百里加急寄信上諭何璟、吳贊誠：「屢次索詐激變番眾，致煩兵力，實屬不法已極，務須嚴拏懲辦，以儆效尤。」「土棍陳輝煌，指營撞騙，按田勒派，以致加禮宛社番眾被逼難堪，復肆猖獗，情殊可恨。參將周士得及各該營官，難保無知情故縱情事，著該督等飭令地方官，嚴拏陳輝煌到案，按律懲治，一面責成周士得密拿務獲，並確查該將官等實在情形，嚴行參辦。將此由四百里各諭令知之。」
八年（1882年）六月，在逃三年後投案效力，隨同開路撫番，閩浙總督何璟奏請從寬免罪。
關於陳輝煌欺凌番社、涉案獲罪事宜，史學界也有截然不同的說法：
研究台北府天后宮及陳輝煌歷史的二二八紀念館館長謝英從表示，正史記載陳輝煌涉嫌兵變，其實是遭人誣陷；多方史料顯示，陳輝煌帶領鄉勇開拓宜蘭，地位不下於百年前的拓荒先鋒吳沙，而官拜二品的陳輝煌不但和當時板橋林家、霧峰林家並稱台灣三傑，還曾多次力阻朝廷下令的剿番行動、倡議懷柔政策，卻遭副官陳德勝嫉羨、向上參奏「理番不力、虛兵實餉」。
十年（1884年）清法戰爭西仔反，輝煌組織團練守備蘇澳，轉進基隆，由正四品都司銜陞為從三品游擊銜。
十一年（1885年）五月，法軍全退，臺北府解嚴，福建臺灣巡撫劉銘傳請旨獎敘，免候補都司、以游擊盡先補用。
十四年（1888年）陳輝煌為感念在基隆清法戰爭打勝戰且平安升官，向戰場旁基隆獅球嶺平安宮捐贈香爐，香爐使用至今一直存在該廟內。除了戰場旁廟宇捐贈，劉銘傳建為新台北城建台北大天后宮時，陳輝煌為主要民間出資人。
十六年（1890年），劉銘傳經略南澳諸社原住民，輝煌招募土勇三百名作為嚮導，晉升從二品副將銜，欽賜涅紅頂戴，號虎騎將軍。
二十年（1894年），臺灣海防五年期滿，福建臺灣巡撫邵友濂奏保獎出力人員，陳輝煌以藍翎留閩儘先補用遊擊，俟補缺後以參將仍歸原省補用。

## 後代
孫陳進東為羅東地區著名醫師，曾任宜蘭縣長。
孫陳逸松為日治時代著名人權律師，曾當選1935年台灣第一次選舉的台北市會議員。1945年日本投降至國民政府正式來台接收前七十餘日的空窗期曾成立三民主義青年團，實質執行自治政府功能。1964年以黨外身份參選台北市長，失敗告終，唯助選團隊中有多位成為日後黨外民主運動主要領導人物。1973年在美探親時應周恩來邀請赴中國參觀，並受邀續留北京，以人大常委身份參與中國修憲工作，1983年離中赴美定居至2000年逝於美國。

## 流行文化
陳輝煌的故事在2002年拍成電視劇《台灣英雄－斧頭將軍》，由翁家明飾演陳輝煌。